# ألان باول
ألان باول (بالإنجليزية: Alan Paul)‏ هو مغني وملحن أمريكي، ولد في 23 نوفمبر 1949 في نيوآرك في الولايات المتحدة.

## وصلات خارجية
- ألان باول على موقع ميوزك برينز (الإنجليزية)
- ألان باول على موقع قاعدة بيانات برودواي على الإنترنت (الإنجليزية)
- ألان باول على موقع أول ميوزيك (الإنجليزية)
- ألان باول على موقع ديسكوغز (الإنجليزية)